# Egyed Emese
Egyed Emese (Kolozsvár, 1957. július 5. –) pedagógus, egyetemi tanár, költő, irodalomtörténész. Egyed Péter költő testvére, Egyed Ákos történész lánya.

## Életpályája
Szülei: Egyed Ákos történész és Fábián Emese. 1976–1980 között a kolozsvári Babeș–Bolyai Tudományegyetem francia-magyar szakos hallgatója volt. 1980–1988 között a kolozsvári Brassai Sámuel Elméleti Líceum magyar szakos pedagógusa volt. 1988–1990 között az Utunk szerkesztőjeként, 1989–1990 között pedig rovatvezetőjeként dolgozott. 
1990–1991 között a Babeș–Bolyai Tudományegyetem magyar irodalomtudományi tanszékén tanársegéd, 1991–1997 között adjunktus, 1996-ban doktorált. 1997–2002 között docens, 2002-től egyetemi tanár. 1998–2007 között az irodalomtudományi tanszék vezetője, 2004-től doktorátusvezető. 2022-től nyugdíjas.
1990–2001 között a Nyelv- és Irodalomtudományi Közlemények szerkesztője, valamint a Helikon és e folyóirat Szempont rovatának külső munkatársa volt. 1997–2001 között az Erdélyi Múzeum szerkesztőjeként tevékenykedett. Kolozsváron egyetemi színpadi; Nagyváradon, Debrecenben pedig bábszínházi dramaturg.

## Művei
- Délvidék. Versek; Kriterion, Bukarest, 1988 (Forrás)
- Madárcsontú versek; Mentor, Marosvásárhely, 1993
- Himnusz csipkefával; Tevan, Békéscsaba, 1993
- Élővizek. Versek; Mentor, Marosvásárhely, 1995
- Három dió (gyermekversek); Mentor, Marosvásárhely, 1997
- Csönd; Mentor, Marosvásárhely, 1998
- Antológia a felvilágosodás magyar irodalmából I-II.; szerk. Egyed Emese; Polisz, Kolozsvár, 1998–2000 (Remekírók diákkönyvtára)
- Mesék; Kriterion, Bukarest–Kolozsvár, 1998
- Kard és penna. Tanulmányok a felvilágosodás magyar irodalmáról; Osiris, Budapest, 1998
- Levevék fejemről Múzsák sisakomat. Barcsay Ábrahám költészete; Erdélyi Múzeum-Egyesület, Kolozsvár, 1998 (Erdélyi Tudományos Füzetek, 224.)
- Mesék / Märchen; németre ford. Tóth-Nagy Ildikó; Mentor, Marosvásárhely, 1999
- Olvasó nappal, író este. Esszék, tanulmányok, találkozások; Komp-Press, Kolozsvár, 2000 (Ariadné könyvek)
- Kacor! És más bábjátékok; Mentor, Marosvásárhely, 2001
- Adieu, édes Barcsaym (monográfia, 2001); Mentor, Marosvásárhely, 2001
- Álmodónk, Vörösmarty. Tanulmányok. Az 1999. december 10–11-i kolozsvári konferencia anyaga; sajtó alá rend., utószó, jegyz. Egyed Emese; Erdélyi Múzeum-Egyesület, Kolozsvár, 2001 (Erdélyi Tudományos Füzetek, 238.)
- Mennyei Barátom! Barcsay Ábrahám levelei Orczy Lőrinchez, 1771–1789; sajtó alá rend., bev., jegyz. Egyed Emese; Erdélyi Múzeum-Egyesület, Kolozsvár, 2001 (Erdélyi Tudományos Füzetek, 236.)
- Hajnalének; szerk., szöveggond. Kuti Márta; Mentor, Marosvásárhely, 2002
- Levélajándék (gyermekversek); Koinónia, Kolozsvár, 2002 (Borsszem könyvek)
- Távlatok. Nyelv- és irodalomtudományi tanulmányok Antal Árpád professzor tiszteletére; szerk. Egyed Emese; Erdélyi Múzeum-Egyesület, Kolozsvár, 2002
- Theátrumi könyvecske. Színházi zsebkönyvek és szerepük a régió színházi kultúrájában; szerk. Egyed Emese; Scientia, Kolozsvár, 2002 (Sapientia könyvek)
- "Szabadon fordította...". Fordítások a magyar színjátszás céljaira a XVIII–XIX. században; szerk. Egyed Emese Scientia, Kolozsvár, 2003 (Sapientia könyvek, 23.)
- Az emberarcú intézmény. Tanulmányok Aranka György köréről; szerk. Egyed Emese, Erdélyi Múzeum-Egyesület, Kolozsvár, 2004 (Erdélyi Tudományos Füzetek, 249.)
- Néző, játék, olvasó. Dráma- és színháztörténeti tanulmányok; szerk. Egyed Emese; Kriterion, Kolozsvár, 2004
- Ismeretség. Interkulturális kapcsolatok a színház révén, XVII–XIX. század; szerk. Egyed Emese; Scientia, Kolozsvár, 2005 (Sapientia könyvek)
- A komparáció etikája a kritikai vizsgálatokban; szerk. Berszán István, Egyed Emese; Babeş-Bolyai Tudományegyetem, Kolozsvár, 2006 (Gradus, 1.)
- Ötven csillag. Doboló versek; Pallas-Akadémia, Csíkszereda, 2008 (Mesevonat, 15.)
- Szabadító versek; Mentor, Marosvásárhely, 2009
- Briszéisz; Erdélyi Híradó–Előretolt Helyőrség Szépirodalmi Páholy, Kolozsvár, 2011
- (Dráma)szövegek metamorfózisa. Kontaktustörténetek. A 2009. június 4–7-i kolozsvári konferencia szerkesztett szövegei / Methamorphosis of the (drama) texts. Stories of relation; szerk. Egyed Emese, Bartha Katalin Ágnes, Tar Gabriella Nóra; Erdélyi Múzeum-Egyesület, Kolozsvár, 2011 (A régi magyar színház, 5.)
- Más térben. Bálint Tibor, 1932–2002; szerk. Egyed Emese; Komp-Press–Kolozsvár Társaság–Bálint Tibor Baráti Társaság, Kolozsvár, 2012
- Láttató világok; Mentor, Marosvásárhely, 2013
- Certamen I. Előadások a Magyar Tudomány Napján az Erdélyi Múzeum-Egyesület I. Szakosztályában. Nyelv-, irodalom-, néprajztudomány, régészet, történelem, művészettörténet; szerk. Egyed Emese, Pakó László, Weisz Attila; Erdélyi Múzeum-Egyesület, Kolozsvár, 2013
- S. Pataki Mózes: Poétai gondolatok; kritikai kiad.; sajtó alá rend., tanulmány, jegyz. Egyed Emese; Erdélyi Múzeum-Egyesület, Kolozsvár, 2014
- Irodalomértelmezések a felvilágosodástól napjainkig; szerk. Egyed Emese; Egyetemi Műhely–Bolyai Társaság, Kolozsvár, 2014 (A VII. Nemzetközi Hungarológiai Kongresszus kiadványai, 7.)
- Certamen II. Előadások a Magyar Tudomány Napján az Erdélyi Múzeum-Egyesület I. Szakosztályában. Nyelv-, irodalom-, néprajztudomány, régészet, történelem, művészettörténet; szerk. Egyed Emese, Bogdándi Zsolt, Weisz Attila; Erdélyi Múzeum-Egyesület, Kolozsvár, 2015
- Oldás. Megérkezés oldódás-formán; Blessed Hope Publishing, Saarbrücken, 2015
- Certamen III. Előadások a Magyar Tudomány Napján az Erdélyi Múzeum-Egyesület I. szakosztályában. Nyelv-, irodalom- néprajztudomány történelem; szerk. Egyed Emese, Pakó László; Erdélyi Múzeum-Egyesület, Kolozsvár, 2016
- Certamen IV. Előadások a Magyar Tudomány Napján az Erdélyi Múzeum-Egyesület I. Szakosztályában. Nyelv-, irodalom-, néprajztudomány, művészettörténet, történelem; szerk. Egyed Emese, Gálfi Emőke, Weisz Attila; Erdélyi Múzeum-Egyesület, Kolozsvár, 2017
- Paian. Versek; Lector, Marosvásárhely, 2017
- Certamen V. Előadások a Magyar Tudomány Napján az Erdélyi Múzeum-Egyesület I. szakosztályában. Történelem, régészet, nyelv-, irodalom-, néprajz-, színház- és zenetudomány; szerk. Egyed Emese, Fejér Tamás; Erdélyi Múzeum-Egyesület, Kolozsvár, 2018
- Aranka György és a tudomány megújuló alakzatai; szerk. Biró Annamária, Egyed Emese; Erdélyi Múzeum-Egyesület, Kolozsvár, 2018
- Certamen VI. Előadások a Magyar Tudomány Napján az Erdélyi Múzeum-Egyesület I. Szakosztályában; szerk. Egyed Emese, Pakó László, Sófalvi Emese; Erdélyi Múzeum-Egyesület, Kolozsvár, 2019
- Daphne ideje; Lector, Marosvásárhely, 2020
- Válogatott versek; szerk. Fekete Vince; Székelyföld Alapítvány, Csíkszereda, 2021 (Székely könyvtár)

## Díjai, kitüntetései
- Móricz Zsigmond-ösztöndíj (1992)
- a Romániai Írók Szövetségének díja (1997, 1998, 2000)
- Székelyföld-díj (2003)
- a Marosvásárhelyi Művészeti Egyetem díszdoktora (2012)
- Arany János-díj (2017)[2]
- Magyar Érdemrend lovagkeresztje (2021)[3]
- Méhes György Irodalmi Díj, 2021[4]
- Illyés Gyula-díj (2023)[5]
- Faludi Ferenc Alkotói Díj (2024)[6]
- Erdélyi Magyar Kortárs Kultúráért Díj, RMDSZ (2024)[7]
- József Attila-díj (2025)